# Ruth Vang
Ruth Vang (ur. 5 kwietnia 1966 roku) – farerska położna, bankier oraz polityk. Poseł na Løgting.

## Życie prywatne
Jest córką Ester i Petura Danielsenów. Wraz z mężem Dánjalem Vangiem ma czworo dzieci: Ester, Petura Kristina i Hannę. Odebrała wykształcenie pielęgniarskie w Danmarks Jordemoderskole w Kopenhadze w latach 1988–1992. Następnie w latach 1992–1999 pracowała jako położna w Landssjúkrahúsið w Tórshavn, później, do 2005 starsza położna w tej samej placówce. Równolegle w latach 2001–2005 studiowała rachunkowość na Aarhus School of Business. W latach 2005–2011 pracowała jako doradca finansowy w Eik Banku, a od stycznia 2013 jest dyrektorem departamentu w gminie Tórshavn.

## Kariera polityczna
Vang zaczęła swoją karierę polityczną w momencie powstania partii Framsókn. Wzięła udział w wyborach parlamentarnych w roku 2011, uzyskując 98 głosów, co nie zapewniło jej miejsca w Løgting. Podobnym rezultatem zakończyły się dla niej wybory samorządowe rok później, kiedy kandydowała do rady gminy Tórshavn, jednak żaden reprezentant jej partii nie uzyskał mandatu. W kolejnych wyborach parlamentarnych zdobyła 169 głosów, co dało jej trzeci wynik w partii, ale nie pozwoliło zostać posłem. W skład parlamentu weszła 15 września, zastępując Poula Michelsena, którego powołano na Ministra Gospodarki i Spraw Zagranicznych. Od tamtej pory jest przewodniczącą Komisji ds. Finansów. 17 września 2015 została członkiem farerskiej delegacji w Radzie Nordyckiej, w której od 27 października 2015 zasiada w Komisji ds. Handlu i Przemysłu, a od 1 stycznia 2016 będzie także członkiem Komisji ds. Wiedzy oraz Kultury w Regionie Nordyckim.